# Amerikanka
Amerikanka (Американка) è un film del 1997 diretto da Dmitrij Meschiev.

## Trama
Il film è ambientato in una città di provincia alla fine degli anni Settanta. Il film racconta della nona elementare Lesha, che fa una scommessa americana con la fidanzata del fratello morto.